# NY Геркулеса
NY Геркулеса (лат. NY Herculis) — одиночная переменная звезда или двойная катаклизмическая переменная звезда типа SU Большой Медведицы (UGSU)** в созвездии Геркулеса на расстоянии (вычисленном из значения параллакса) приблизительно 5825 световых лет (около 1786 парсек) от Солнца. Видимая звёздная величина — от менее +16,5m до +15,2m. Орбитальный период — около 0,074 суток (1,776 часа).
Открыта Куно Хофмейстером в 1949 году***.

## Характеристики
Первый компонент — пульсирующая переменная звезда типа BL Геркулеса (CWB).
Второй компонент — аккрецирующий белый карлик.